# Dorfkirche Wettelswalde

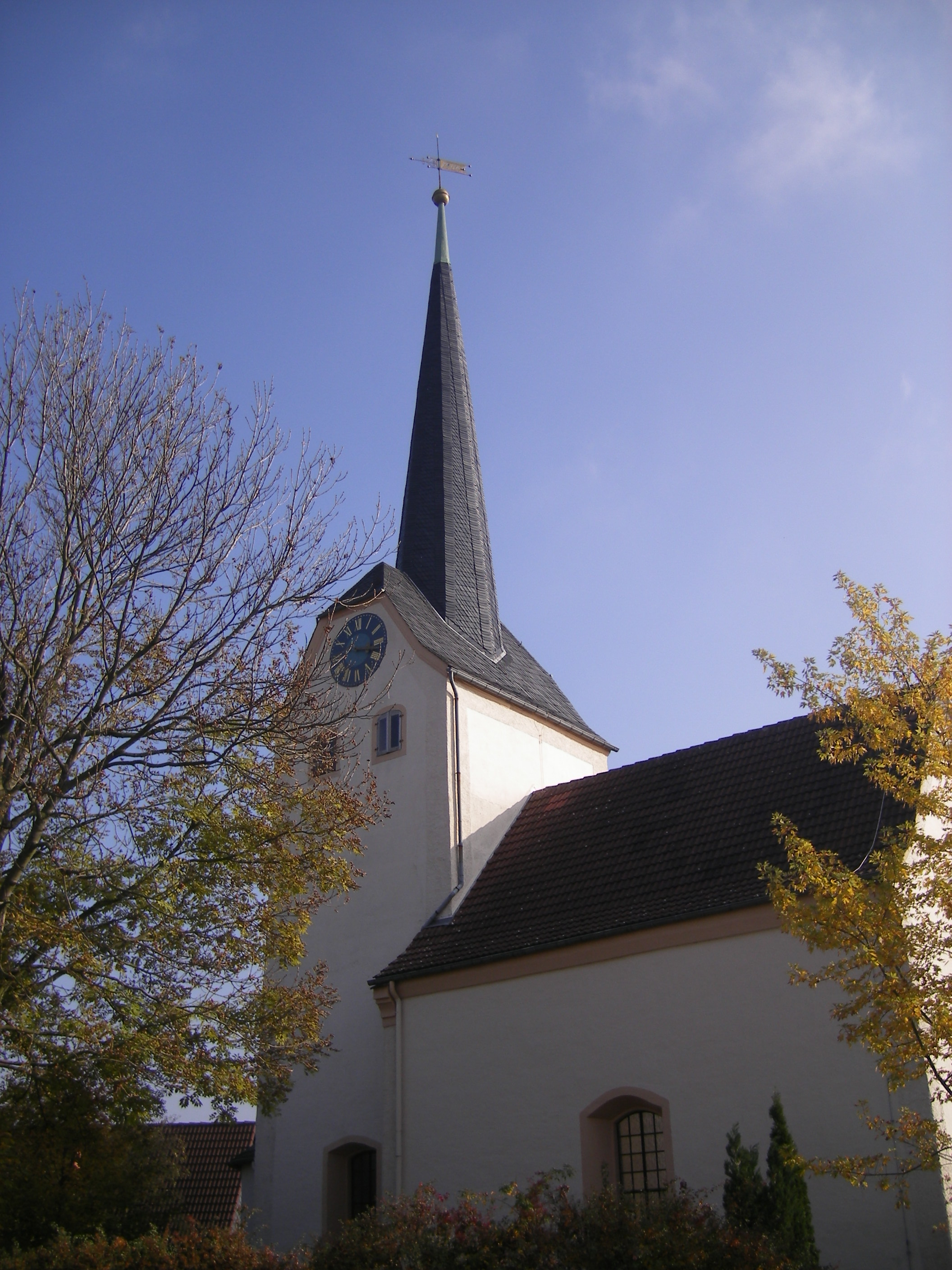
Die Kirche

Die evangelisch-lutherische Dorfkirche Wettelswalde steht im Ortsteil Wettelswalde  der Gemeinde Thonhausen im Landkreis Altenburger Land in Thüringen.

## Geschichte
Die Dorfkirche Wettelswalde ist eine kleine Chorturmkirche mit eingezogenem Chor und einer niedrigen Apsis. Die Apsis stammt vermutlich aus dem 12./13. Jahrhundert. Im 18. Jahrhundert und vor allem 1886 wurde die Kirche stark überarbeitet.
Ende 1990 war der Abriss der Kirche in Wettelswalde beabsichtigt. Durch die Mangelwirtschaft der DDR war der endgültige Verfall absehbar. Dies ist auch ein Grund, weshalb man noch keine Zeit hatte, über die vergangene Geschichte des Sakralbaus zu berichten. 
Der Initiative vieler Dorfbewohner und Gemeindemitglieder, des Ortspfarrers sowie der Hilfe der Partnergemeinde aus Illingen ist es zu verdanken, dass die kleine Dorfkirche gerettet wurde.
Spenden aus nah und fern sowie der Kirchengemeinde der Partnergemeinde Illingen und von dem Posaunenchor halfen das genannte Ziel zu erreichen.
Die Orgel war ein Werk der Gebrüder Christian Gottlob Donati und Gotthold Heinrich Donati aus dem Jahr 1793 mit acht Registern auf einem Manual und Pedal. Sie wurde 1983 durch Hermann Lahmann in die Kirche Weißbach (Schmölln) umgesetzt.